# Nuova linea Keiō

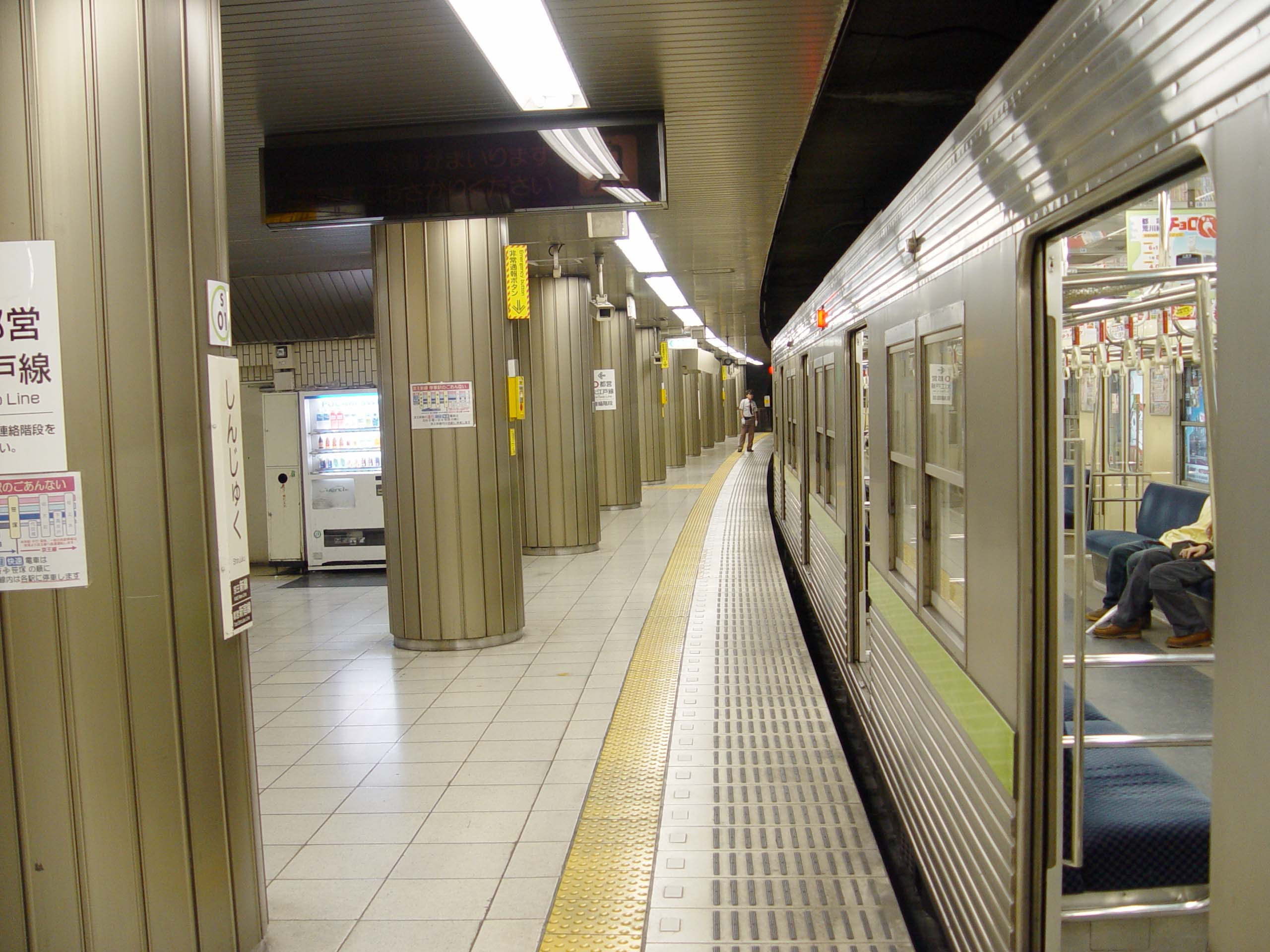
Vista dei binari sotterranei a Shinjuku

La nuova linea Keiō (京王新線?, Keiō-shinsen) è un'interconnessione di 3,6 km fra la stazione di Sasazuka, sulla linea Keiō e la stazione di Shinjuku sulla linea Shinjuku della metropolitana di Tokyo, realizzata per permettere i servizi diretti lungo le due linee. La linea è a scartamento ridotto di 1372 mm e conta 4 stazioni, inclusi gli estremi.

## Storia
La nuova linea Keiō venne aperta il 30 ottobre 1978. Con il completamento dell'ultimo segmento della linea Shinjuku, nel 1980 vennero avviati i servizi diretti sulle due linee.

## Caratteristiche
La nuova linea Keiō segue il percorso della linea principale lungo la strada nazionale 20 Kōshū Kaidō in sotterranea, ad eccezione di un breve tratto in superficie prima di raggiungere Sasazuka.La linea, sebbene sia un'estensione della linea Shinjuku della metropolitana, la linea segue gli standard ferroviari, e quindi i treni che la percorrono sono realizzati appositamente per questo scopo. Durante alcuni eventi come quelli dell'Ippodromo di Tokyo la linea vede dei treni espressi speciali dalla Fuchūkeibaseimonmae a Shinjuku.
Presso la stazione di Shinjuku, la linea condivide l'infrastruttura con la linea Shinjuku della Toei, mentre la stazione di Hatsudai è costituita da due canne sovrapposte. Superata la stazione di Hatagaya, la linea si sposta rispetto alla strada Kōshū Kaidō, e si dirige verso sud per immettersi, alla stazione di Sasazuka, sulla linea Keiō principale.

## Percorso
Tutti i servizi, fermano a tutte le stazioni. Dopo Shinjuku, verso Motoyawata, i treni rapidi e semi espressi diventano locali, i treni espressi invece rimangono tali e saltano alcune fermate
| Numero                 | Stazione               | Giapponese             | Distanza               | Servizi                | Servizi                | Servizi                | Servizi                | Collegamenti | Posizione | Posizione |
| Numero                 | Stazione               | Giapponese             | Distanza               | L                      | R                      | SE                     | E                      | Collegamenti | Posizione | Posizione |
| ---------------------- | ---------------------- | ---------------------- | ---------------------- | ---------------------- | ---------------------- | ---------------------- | ---------------------- | --- | --- | --- |
| Continuazione da/verso | Continuazione da/verso | Continuazione da/verso | Continuazione da/verso |                        |                        |                        |                        | Motoyawata sulla linea Shinjuku | Motoyawata sulla linea Shinjuku                                                                                  | Motoyawata sulla linea Shinjuku                                                                                  |
|                        | Shinjuku               | 新宿                   | 0.0                    | ●                      | ●                      | ●                      | ●                      | Linea Shinjuku Linea Ōedo Linea Marunouchi ■ Linea Saikyō ■ Linea Shōnan-Shinjuku ■ Linea Yamanote ■ Linea Chūō ■ Linea Chūō-Sōbu ■ Linea Chūō Rapida ● Linea Keiō ● Linea Odakyū Odawara | Shinjuku | Tokyo |
|                        | Hatsudai               | 初台                   | 1.7                    | ●                      | ●                      | ●                      | ●                      | | Shibuya | Tokyo |
|                        | Hatagaya               | 幡ヶ谷                 | 2.7                    | ●                      | ●                      | ●                      | ●                      | | Shibuya | Tokyo |
|                        | Sasazuka               | 笹塚                   | 3.6                    | ●                      | ●                      | ●                      | ●                      | Linea Keiō | Shibuya | Tokyo |
| Continuazione da/verso | Continuazione da/verso | Continuazione da/verso | Continuazione da/verso | Continuazione da/verso | Continuazione da/verso | Continuazione da/verso | Continuazione da/verso | - Hashimoto sulla linea Keiō Sagamihara - Takao-sanguchi sulla linea Keiō Takao - Keiō-Hachiōji sulla linea Keiō                                                                          | - Hashimoto sulla linea Keiō Sagamihara - Takao-sanguchi sulla linea Keiō Takao - Keiō-Hachiōji sulla linea Keiō | - Hashimoto sulla linea Keiō Sagamihara - Takao-sanguchi sulla linea Keiō Takao - Keiō-Hachiōji sulla linea Keiō |